# Druhý vyšehradský tunel

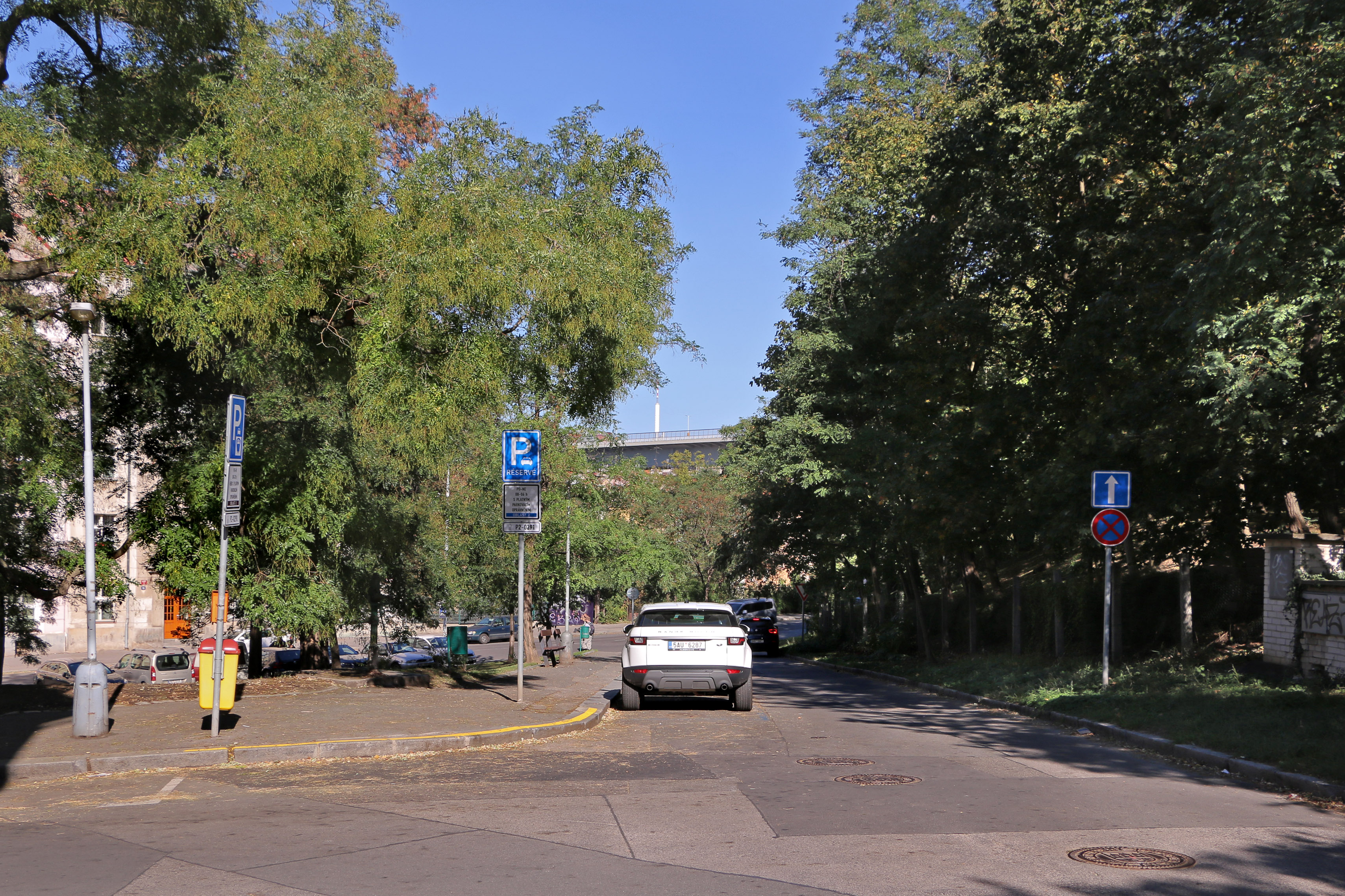
Krokova ulice, kde se počítalo s východním vyústěním tunelu.

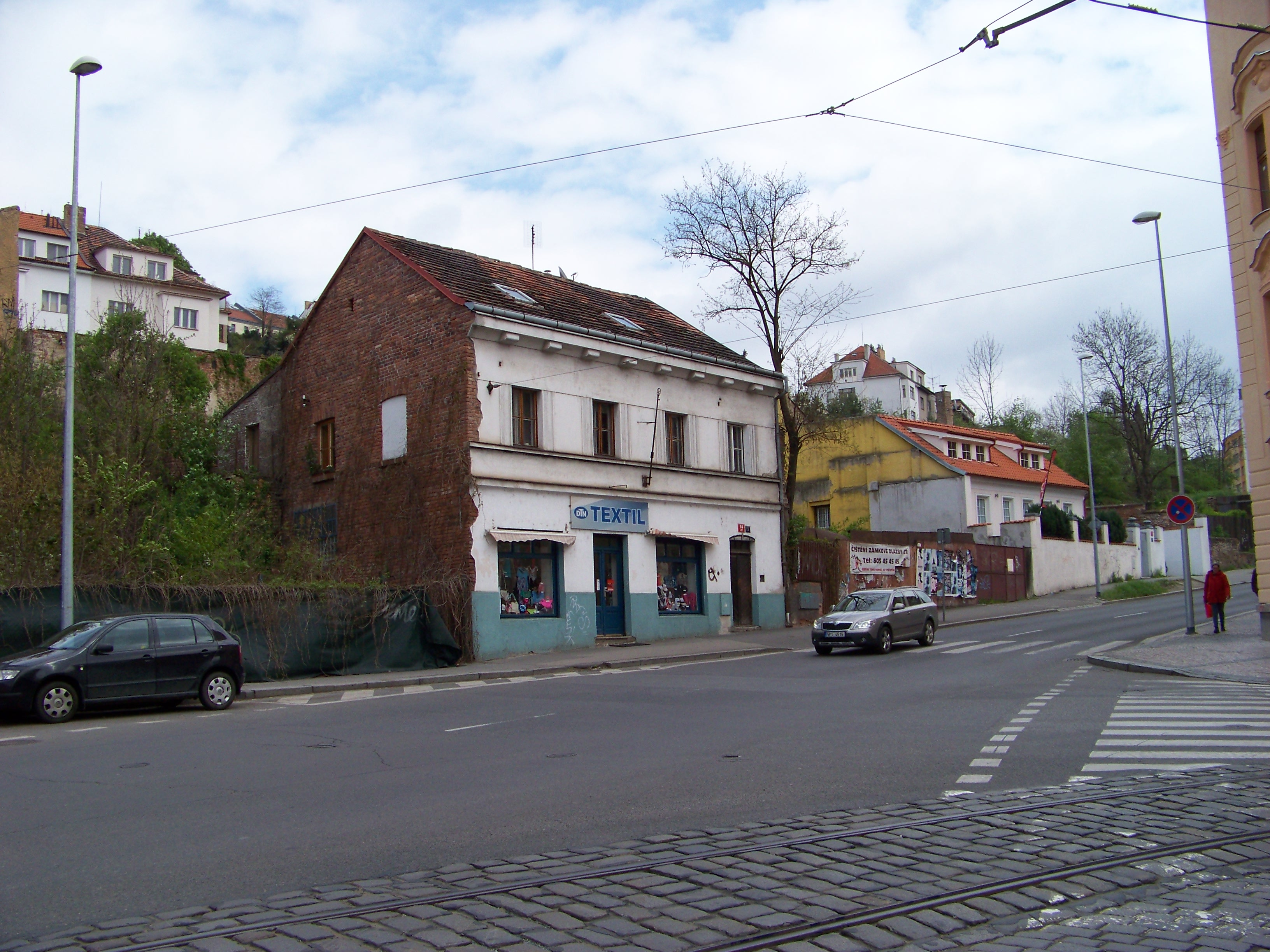
Sinkulova ulice, kde měl stát portál západní.

Druhý vyšehradský tunel byl zamýšlený tunel rychlostní komunikace, který měl vést pod Vyšehradem v Praze směrem do Nuslí. Nebyl nikdy realizován.

## Historie
V roce 1930 byla uskutečněna veřejná soutěž na řešení dopravního rozvoje Prahy. V rámci ní byl zvažován nový most vedle Železničního mostu a na to navazující tunel.
Tunel měl být součástí tzv. Jižní automobilové tangenty. Ta měla spojovat dnešní Rozvadovskou spojku se Štěrboholskou radiálou. 
Tunel se objevil na územním plánu Prahy v roce 1971. V této podobě se jeho západní portál měl nacházet v prostoru Ústavu péče pro matku a dítě a východní vyústění potom se mělo nacházet v Krokově ulici. Tam se měla nacházet také mimoúrovňová křižovatka. 
Uvedený tunel byl součástí tzv. Vnitřního okruhu a koncepce ZÁKOS, který schválila vláda České socialistické republiky v roce 1974.
Plánovaný tunel zůstal i na územním plánu metropole z roku 1976, nicméně v mírně pozměněné podobě. Jeho západní portál byl posunut mírně jižněji, takže by kvůli němu nemusela být zmíněná porodnice zbourána. Měl stát v prostoru dnešní tramvajové smyčky Podolská vodárna, resp. ve svahu severně od Sinkulovy ulice (tzv. Slepičárna).
Návrh výstavby tunelu (a k němu navazujícího silničního mostu přes Císařskou louku nebyl přijat veřejností kladně. Nespokojenost s návrhem vyjadřoval Klub za starou Prahu, stejně tak návrh odmítla Ideová rada pro rehabilitaci Vyšehradu.
V územním plánu z roku 1986 se již uvedený tunel neobjevuje.